# The Boogiest Band In Town
«The Boogiest Band In Town» fue el primer sencillo de la banda Slik, donde Midge Ure comenzó su carrera musical. Salió en marzo de 1975 y fue producto del sello Bellaphon.
La primera canción, la del mismo nombre del sencillo, tiene influencias del hard rock y el glam rock, el cual caracterizaba a Gary Glitter. La segunda tiene una influencia de twist, acompañada de los teclados de Billy McIsaac.

## Contenido
- Lado A: «The Boogiest Band In Town»
- Lado B: «Hatched»